# Giuseppe, monaco di Fiore
Giuseppe, monaco di Fiore (seconda metà XII secolo – dopo il 22 maggio 1235) è stato un religioso italiano, monaco florense del monastero di San Giovanni in Fiore, fondato da Gioacchino da Fiore sulla Sila in Calabria. Giuseppe fu anche attivo presso la corte pontificia come notarius pape di Gregorio IX.

## Le prime notizie
Giuseppe fa la sua prima comparsa nella documentazione giunta fino a noi in una sentenza di papa Innocenzo III. Il documento risale alla fine dell'agosto 1211; con esso il pontefice decise di assegnare un monastero greco ormai decaduto (il monastero detto di "Calabro Maria") all'abbazia di Fiore, fondata da Gioacchino circa vent'anni prima. Giuseppe, monaco appunto dell'abbazia di Fiore, insieme a un non meglio identificato monaco Ugo, priore del monastero di San Giorgio, nella disputa sostenne efficacemente le ragioni della propria abbazia, in opposizione alle rivendicazioni dei monaci cistercensi di Santa Maria di Corazzo, un monastero vicino, di cui Gioacchino in precedenza era stato abate. Giuseppe dunque si dimostrò uomo di fiducia del suo cenobio, in grado di difendere le posizioni dei monaci florensi anche di fronte al pontefice.

## La presenza a Fiore
In seguito, Giuseppe sottoscrisse alcune carte del suo monastero: il suo nome, insieme a quello di altri monaci di Fiore, compare infatti in due documenti, uno del 1213 e l'altro del 1216, con i quali l'abbazia silana volle regolare i rapporti con un'altra comunità florense. Nel secondo di questi documenti, Giuseppe si definì lector, titolo che può indicare sia uno dei ministeri minori (lettorato) ricoperti nella comunità monastica, sia uno studente universitario che ha raggiunto la capacità di tenere una lectio (lezione di commento a un testo). Seguì un periodo di silenzio, che si protrasse fino al 1220.

## L'incarico papale
È infatti solo il 12 maggio 1220 che il nome di Giuseppe ricompare nella documentazione. Si tratta, in questo caso, di un documento di rilevante importanza: il successore di Innocenzo III al pontificato, papa Onorio III, ordinò al monaco florense Giuseppe di unirsi alla missione affidata a Domenico, fondatore e priore dei frati Predicatori (che in seguito verranno chiamati Domenicani); l'incarico prevedeva la predicazione in Italia settentrionale. Non ci sono rimaste notizie precise sull'effettivo svolgimento della missione, cui furono invitati anche altri religiosi: un vittorino, un vallombrasiano e altri tre monaci appartenenti a fondazioni non meglio identificate. La missione è in ogni caso indice della fiducia che il pontefice riponeva in Giuseppe, e anche del fatto che doveva trattarsi di un monaco dalla particolare preparazione culturale.
Fu proprio in Italia settentrionale, e precisamente a Castel San Pietro, nei pressi di Bologna, nell'ottobre del 1220, che Federico II, in viaggio per Roma dove avrebbe ricevuto dal papa la corona imperiale, indirizzò tre importanti documenti, tra cui uno munito di bolla d'oro, al monastero di Fiore. Si è ipotizzato che sia stato proprio il monaco Giuseppe, forse presente in zona in quel periodo, a farsi latore della richiesta al nuovo imperatore degli importanti privilegi per la propria abbazia, di cui forse difendeva gli interessi come nel 1211.

## Contatti con Federico II
Se l'incontro tra Giuseppe e Federico II a Castel San Pietro non è certo, sicuri rapporti con l'imperatore si ebbero nel settembre del 1222. Giuseppe era evidentemente tornato nella sua abbazia in Calabria, e in quella data, a nome del monastero florense, si portò a Palermo come nuncius e si presentò a corte recando un documento di accordo, relativo alla proprietà di alcuni terreni, che l'arcivescovo di Cosenza aveva stipulato con l'abbazia. Giuseppe ne chiese la conferma all'imperatore. Seguì a questa data un nuovo periodo di silenzio.

## L'attività presso la Curia papale
Giuseppe di Fiore rimase evidentemente in contatto con la curia pontificia anche successivamente al ritorno in Calabria.
Nel 1231, insieme agli arcivescovi di Bari e di Reggio, ricevette l'incarico di condurre un'inchiesta sulla correttezza dell'operato del vescovo di Acerenza, piccola diocesi dell'attuale Basilicata. L'incarico condiviso con l'arcivescovo di Bari potrebbe motivare la concessione che quest'ultimo fece a Giuseppe: su ordine del pontefice, Gregorio IX, l'arcivescovo affidò al monaco di Fiore il monastero di San Tommaso di Rutigliano.
Nel dicembre del 1232 Giuseppe difese nuovamente gli interessi della sua abbazia: con l'incarico ufficiale di procuratore di Fiore, si recò da Giovanni, vescovo di Mottola, per rivendicare il possesso di alcuni terreni appartenenti al monastero di Sant'Angelo di Satrano, ceduto in data sconosciuta al monastero florense. 
Fu dall'anno successivo che Giuseppe risulta attivo presso la Curia papale come notarius pape. La carica, in curia, era prestigiosa: un notaio papale dipendeva direttamente dalla giurisdizione del pontefice; per tale carriera cancelleresca era ritenuta indispensabile una specifica preparazione in retorica e in ars dictandi. Gli studi nel settore si erano evidentemente aggiunti a quelli che avevano portato Giuseppe al titolo di lector, anche se non è possibile sapere in quale centro il monaco avesse ricevuto tale preparazione.
La prima attestazione relativa alla carica risale al 28 ottobre 1233. Un documento papale attesta infatti che il monaco florense aveva sottoposto a visita un monastero in Basilicata, insieme al vescovo di Trani, e lo aveva riformato. Il documento cita Giuseppe proprio quale notarius del papa.
Nel 1235, in tale ruolo, redasse quattro privilegi in Curia, che allora era di stanza a Perugia, riportati nel registro di Gregorio IX. I documenti risultano scritti tra il 21 aprile e il 22 maggio di quell'anno.
Successivamente a quest'ultima data, non si ha più alcuna notizia su di lui.